# Seamus
Seamus is een nummer van Pink Floyd. Het is afkomstig van hun album Meddle. Het nummer is gebaseerd op een bluesachtig schema. De titel van het lied is ontleend aan de hond Seamus van Steve Marriott (Humble Pie en Small Faces). Het blaffen en janken van de hond is in het nummer te horen. Zanger en hond zitten samen te kijken naar een zonsondergang.
Van het nummer bestaat ook een liveopname. Tijdens Pink Floyd: Live at Pompeii heeft de band het gespeeld waarbij er wat geruild moest worden in het instrumentarium. Gilmour speelde de mondharmonica en Waters speelde elektrisch gitaar. Er was derhalve in die opname geen basgitaar, ze kwamen een mannetje te kort. Er is wel een basgitaar te horen, die is er dus later ingemixt. Ook Seamus was niet voorhanden. De barzoi Nobs nam de honneurs waar, niet in Pompeï, maar wel achteraf in de studio.
Het oorspronkelijke nummer werd in onder meer de Verenigde Staten en Italië als single uitgegeven. In Japan verscheen het als B-kant van One of These Days.

## Musici
- David Gilmour – akoestische gitaar (Meddle), mondharmonica (Pompeï) en zang
- Roger Waters – basgitaar, elektrische gitaar (Pompeï)
- Richard Wright – piano
- Seamus (Meddle) – janken
- Nobs (Pompeï) – janken